# Българско благотворително дружество Подкрепа
Българското благотворително дружество „Подкрѣпа“ е българска просветна организация, създадена от македонски българи в османската столица Цариград в 1920 година.
Дружеството замества едноименната организация, закрита при избухването на Балканската война. Сред основателите на дружеството са Аргир Трифонов, Пандо Анастасов, Гаврил Георгиев, Пандо Стумбев, Коста Темчев, Спиро Василев, Васил Христов, Ламбо Игнатов. Занимава се с културна, просветна и благотворителна дейност. На 23 януари 1925 година на годишно общо събрание е избрано ново настоятелство на дружеството в състав С. Д. Руссов (председател), Георги Белчев (подпредседател), Апостол Димитров (секретар), Методи Христов (касиер), Ив. Д. Ланджуров и Коста Д. Икономов са помощник-касиери, а Спиро Василев, Васил Иванов и Методи Димитров са съветници. На 20 януари 1926 година в новото настоятелство влизат Аргир Трифунов, Гавраил Георгиев, Никола Младенов, Тома Христов, Методий Христов, Тодор Бачев, Благой Пеков и Ив. Персинов.